# Ferrovia della Petite Ceinture
La ferrovia della Petite Ceinture (in italiano: «Piccola Cintura») è una ferrovia urbana di Parigi. Aperta a tronchi tra il 1852 e il 1869 e al traffico passeggeri dal 1862, correva su un tracciato circolare di 32 km all'interno dei boulevards des Maréchaux; caduta in decadenza in seguito al crescente sviluppo della metropolitana, venne chiusa al traffico passeggeri nel 1934 ad eccezione della ferrovia d'Auteuil, chiusa a sua volta nel 1985 e parzialmente integrata nella linea RER C; il traffico merci cessò nel 1993. Nel 2017 la SNCF, suo attuale gestore e proprietario delle infrastrutture, l'ha indicata come «linea inutilizzata».
Del Réseau ferré national, la Petite Ceinture costituisce le linee 955000 (ligne de La Rapée à Batignolles), 971000 (ligne de Pont-Cardinet à Auteuil-Boulogne) e 980000 (ligne d'Auteuil-Boulogne à La Rapée). Attualmente in parte disarmata e generalmente inattiva, viene saltuariamente impiegata in alcuni tratti per il trasporto merci; alcune sezioni del resto del percorso sono adibite a passeggiata naturalistica e sono considerate «oasi di biodiversità».

## Storia
Nella prima metà del XIX secolo la realizzazione delle linee ferroviarie a Parigi avvenne senza un piano comune: dieci diverse compagnie costruirono altrettante ferrovie, radiali rispetto alla città, ciascuna con il proprio capolinea, risultando così difficoltoso l'interscambio di passeggeri e merci tra le varie stazioni, il quale necessariamente avveniva lungo la rete stradale urbana o suburbana. Fu il governo francese, davanti alla riluttanza delle compagnie ferroviarie, a volere la realizzazione di una nuova linea ferroviaria circolare che, seguendo il tracciato della cinta muraria di Thiers e a servizio anche di quest'ultima, collegasse quelle esistenti, favorendo tanto il servizio viaggiatori, quanto il trasporto merci; un primo studio, precedente il completamento delle mura stesse, fu affidato nel 1842 dal ministero dei lavori pubblici all'ingegnere Alphonse Baude, ma i lavori non furono mai intrapresi a causa delle limitate possibilità finanziarie dei governi dell'epoca; solo con la Seconda Repubblica l'esecutivo, rafforzato nelle sue capacità coercitive, poté ottenere che le compagnie ferroviarie stipulassero reciproci accordi di scambio di merci, nonché di fusione.
Con il decreto 3434 del 10 dicembre 1851 venne definita di pubblica utilità la costruzione di una ferrovia tra le stazioni di Batignolles ed Austerlitz, che venne data in concessione al Syndicat du Chemin de fer de Ceinture de rive droite, che univa la Compagnie du chemin de fer de Paris à Orléans, la Compagnie des chemins de fer de l'Est, la Compagnie des chemins de fer de l'Ouest e la Compagnie des chemins de fer du Nord; alle ultime due venne inoltre concesso lo svincolo tra La Chapelle e La Villette. I lavori furono finanziati dallo Stato con 4 milioni di franchi, mentre le società del sindacato contribuirono con la cifra forfettaria di 1 milione di franchi.
     Linea Batignolles-Auteuil
     Linea Bercy-Batignolles
     Cinta daziaria
     Cinta di Thiers

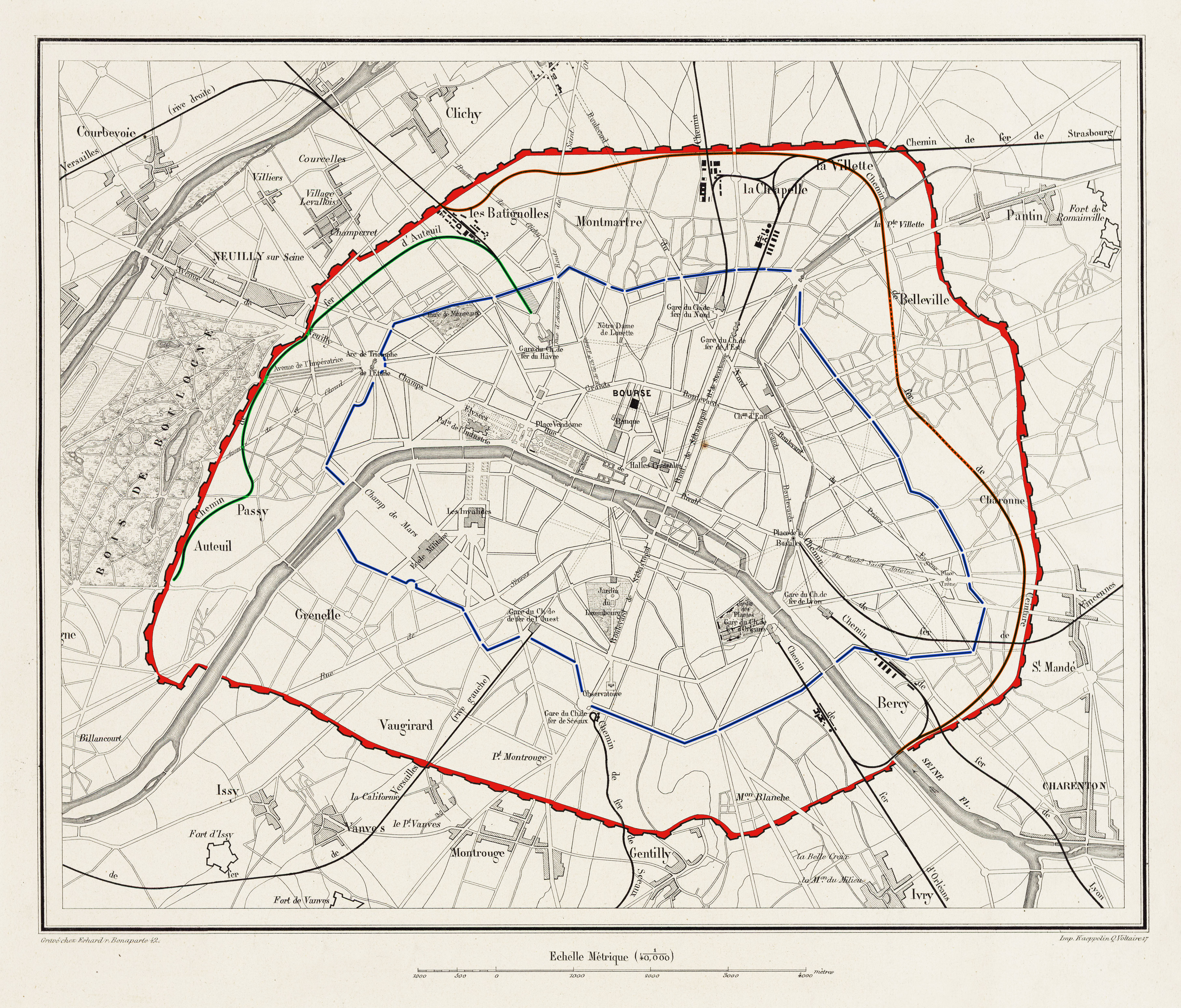
Mappa di Parigi nel 1859:
Linea Batignolles-Auteuil
Linea Bercy-Batignolles
Cinta daziaria
Cinta di Thiers

Nel 1852 fu deciso di realizzare una linea - originariamente indipendente dalla Petite Ceinture - tra Batignolles e Auteuil, grazie ad un accordo tra il ministero per i lavori pubblici e la Compagnie du chemin de fer de Paris à Saint-Germain, poi ratificato da un decreto del governo; tale tratto venne aperto al servizio passeggeri il 2 maggio 1854 e l'anno successivo il diplomatico Giuseppe Luci Poniatowski lo ottenne in concessione; tale concessione fu ceduta l'anno successivo alla Compagnie du chemin de fer et des docks de Saint-Ouen, per una ferrovia che collegasse il porto fluviale di Saint-Ouen, a nord di Parigi e la Petite Ceinture; la linea, aperta nel 1862, prese il nome di "raccordo di Épinettes".
Nel 1861 venne dichiarata di pubblica utilità la prosecuzione fino alla stazione di Austerlitz, sulla riva sinistra della Senna, concessa nel 1865 alla Compagnie des chemins de fer de l'Ouest, il costo della cui realizzazione venne stimato intorno ai 22 milioni di franchi. Nel 1864 venne stipulato l'accordo per la costruzione di una diramazione che collegasse la Petite Ceinture alla nuova stazione di Paris-Bestiaux, a servizio del macello de La Villette, aperta nel 1867 e prolungata nel 1871 oltre il canale dell'Ourcq.
La Petite Ceinture fu aperta in più fasi:
- il 11 dicembre 1852 da Batignolles a La Chapelle;
- il 25 marzo 1854 da La Chapelle a Bercy;
- nel 1867 venne integrata la linea tra Batignolles ed Auteuil;
- il 25 febbraio 1867 da Auteuil a Ivry-sur-Seine, con la diramazione per Champ-de-Mars;
- il 25 marzo 1869 da Clichy a Plaine-de-Monceaux.

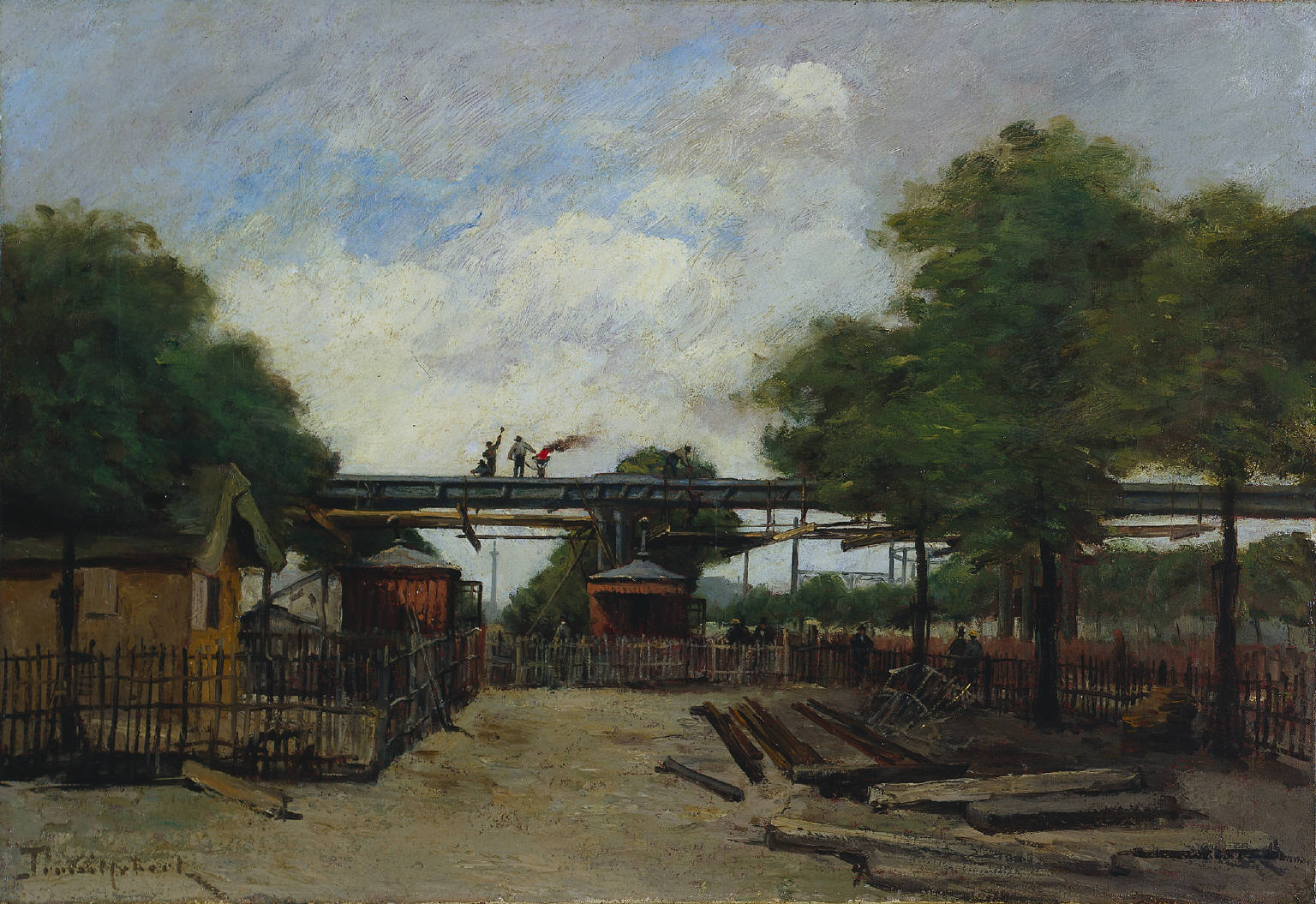
Paul Trouillebert, Costruzione del ponte della Petite Ceinture su cours de Vincennes, 1888, olio su tela

Una volta completata, la nuova linea venne impiegata durante la guerra franco-prussiana per trasportare, tra il luglio 1870 e il marzo 1871, circa 800000 soldati, rivelando tuttavia già allora la sua capacità insufficiente, motivo per cui nel 1875 fu deciso di realizzare un anello ferroviario più periferico, la Grande Ceinture, la cui entrata in esercizio (in più fasi, a partire dal 1882) comportò una diminuzione di traffico su quello urbano. La Petite Ceinture venne ampiamente impiegata durante l'esposizione universale di Parigi del 1889, in vista della quale furono rimossi gli incroci a raso con passaggi a livello, mediante l'interramento in trincea o la sopraelevazione dei binari. Nel 1896 la città di Parigi propose la realizzazione di due stazioni sotterranee nei pressi rispettivamente di place Gambetta e dell'incrocio fra rue de Belleville e rue de La Villette; tale progetto venne successivamente accantonato per gli elevati costi di realizzazione e per l'interesse, da parte del gestore, di incentivare sulla Petite Ceinture il traffico merci più che quello passeggeri. ugualmente non venne attuato il progetto del 1901 per l'elettrificazione mediante terza rotaia.

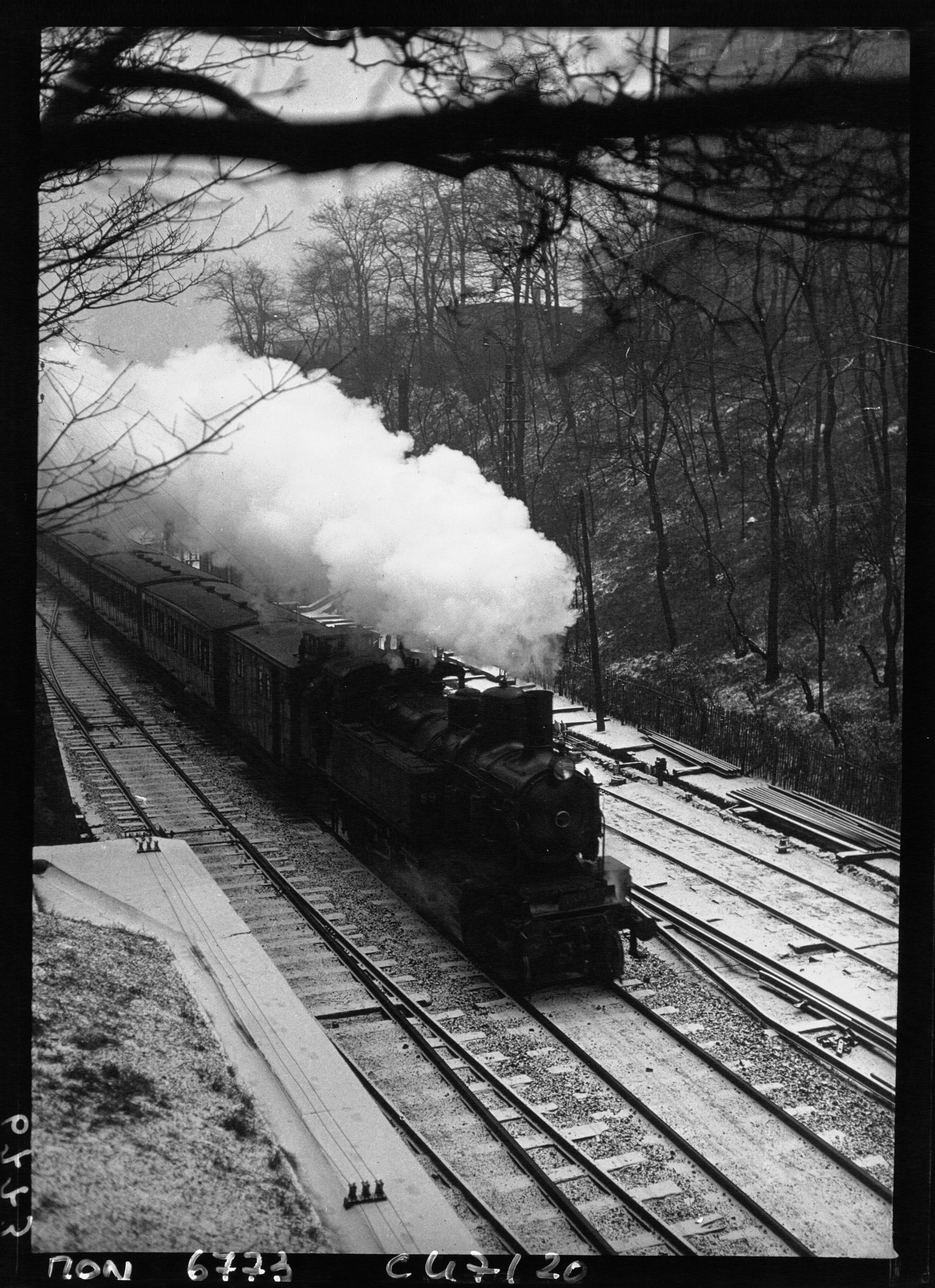
Un treno passeggeri nel parc des Buttes-Chaumont in una fotografia del 1933

La linea ebbe il suo momento di massimo splendore nell'ultimo decennio del XIX secolo, pur non rappresentando più del 10% del traffico passeggeri urbano di Parigi; successivamente fu oggetto di un periodo di progressivo declino, che la portò a meno dell'1% agli inizi degli anni 1930, dovuto anche all'impossibilità di aumentare la capacità del trasporto viaggiatori, fortemente limitato da quello intenso delle merci sulla rive droite, a causa del quale sarebbe stato necessario un raddoppio dei binari. Pertanto, a partire dal 23 luglio 1934, la linea venne destinata esclusivamente al traffico merci (ad eccezione della tratta tra Pont-Cardinet ed Auteuil, che verrà chiusa soltanto nel 1985); già dal 16 luglio dello stesso anno era iniziato il servizio sostitutivo di autobus gestito dalla RATP, che seguiva il tracciato della ferrovia e che, a partire dal 1999, venne a sua volta frazionato in più linee. La Petite Ceinture venne parzialmente smantellata; la tratta ancora in servizio e quella tra Clichy e Plaine-de-Monceaux furono date in concessione alla Compagnie des chemins de fer du Nord. Tra la fine del 1949 e gli inizi dell'anno successivo la linea sulla rive gauche fu ridotta a binario unico. Nel 1960 fu demolito il viaduc d'Auteuil che consentiva alla linea di attraversare la Senna nel quadrante occidentale della città, in luogo del quale venne eretto nel 1963 il pont du Garigliano, esclusivamente stradale e parte integrante dell'anello dei boulevards des Maréchaux.
Negli anni 1960 furono avanzate diverse proposte per la riapertura più o meno integrale della ferrovia, anche nell'ambito del piano regolatore regionale dell'Île-de-France voluto nel 1965 dal presidente Charles de Gaulle. Nella versione riveduta e corretta del piano approvata nel 1976, si tornò a sottolineare l'importanza di migliorare la rete di trasporto pubblico della regione anche sfruttando le infrastrutture già esistenti; la RATP studiò tre diverse soluzioni relativamente alla città di Parigi e alla Petite Ceinture: ripristinare l'intero tracciato di quest'ultima; riconvertirlo ove possibile in tranvia; tralasciare il reimpiego della ferrovia dismessa per la realizzazione di corsie preferenziali lungo i boulevards des Maréchaux servite da nuove linee di autobus articolati. Fu poi ipotizzato di utilizzare la vecchia sede ferroviaria per un personal rapid transit oppure una metropolitana leggera su gomma con sistema Aramis, poi un VAL, in vista di un'eventuale esposizione universale del 1989 e della candidatura di Parigi per le Olimpiadi del 2000. Vennero realizzate alcune infrastrutture, tra le quali un centro tecnico di ricerca nell'area della vecchia stazione di Grenelle-Marchandises, che furono demolite in seguito all'accantonamento del progetto. Tra il 1994 e il 1998, un breve tratto della ferrovia situato nel XIII arrondissement, lungo 1,25 km e appositamente denominato "Base d’Essais de la Petite Ceinture", fu affidato in gestione alla RATP per la messa a punto del sistema di gestione SAET da impiegare nella nuova linea 14 della metropolitana di Parigi "Météor", integralmente automatizzata.

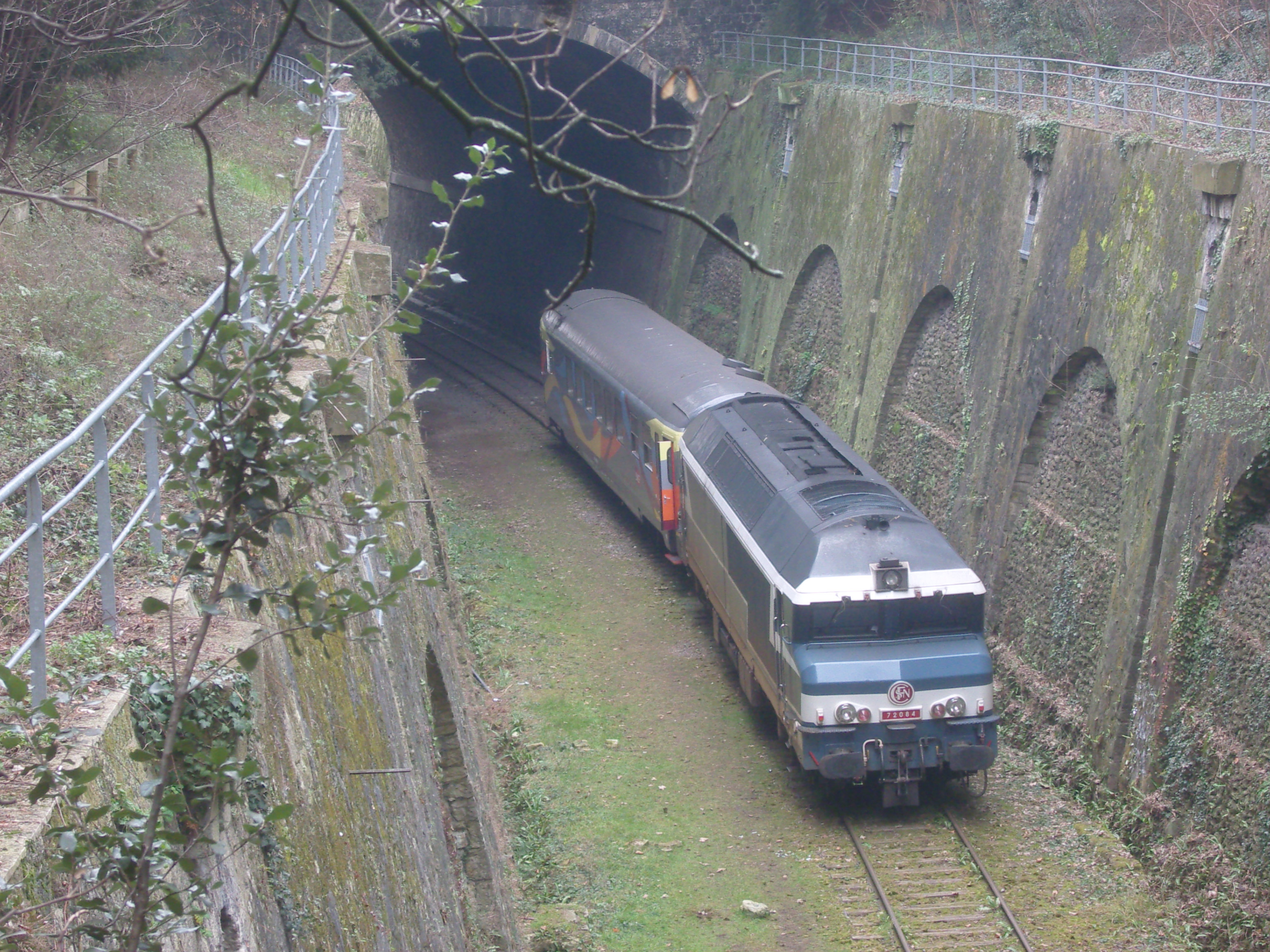
Un treno speciale il 18 gennaio 2012, all'interno del parc Montsouris

A partire dal 1998, alcune sezioni della Petite Ceinture furono adibite a giardini condivisi ed orti urbani; la prima area interessata fu quella, nel XVIII arrondissement, nei pressi del sovrappasso di rue du Ruisseau, da quest'ultima rinominata "Jardins du Ruisseau"; analoghe operazioni vennero successivamente effettuate negli arrondissement XII, XIII e XIV. Nel 2007, su concessione del comune di Parigi e della Réseau ferré de France, un tratto disarmato di 1,3 km, compreso tra le stazioni dismesse di Auteuil-Boulogne e Passy-la-Muette, nel XVI arrondissement, venne riconvertito in "sentiero natura" dall'associazione Espaces; un'altra sezione, nel XV arrondissement, venne aperta al pubblico nel 2013. Nel 2015 la città e la Société Nationale des Chemins de fer Français stipularono un protocollo per la valorizzazione dei tratti dismessi della linea, rendendoli fruibili e impiegandoli per attività culturali, sportive e ricreative, anche mediante la realizzazione di nuove infrastrutture. Un'ulteriore porzione della sede ferroviaria, situata nel XIII arrondissement, venne aperta l'anno successivo. Nel 2017 le rotaie vennero ricoperte d'asfalto nella sezione tra avenue d'Italie e rue Regnault, nel medesimo arrondissement, per consentire la realizzazione della stazione di interconnessione fra il prolungamento della linea 14 della metropolitana di Parigi verso l'aeroporto di Parigi Orly, e la linea 7 in corrispondenza di Maison Blanche; si trattò tuttavia di un intervento provvisorio e reversibile, in vista di un'eventuale riapertura futura della linea ferroviaria, in ottemperanza al masterplan dell'Île-de-France per il 2030 (approvato nel 2012, favorevole all'impiego della linea per il trasporto merci) e a quanto stabilito dal protocollo del 2015. In tale circostanza, tuttavia, il sindaco Anne Hidalgo indicò la rete tranviaria dei boulevards des Maréchaux (costituita dalle linee T3a, aperta nel 2006, e T3b, aperta nel 2012), come alternativa alla riapertura della Petite Ceinture, anche per l'eccessiva vicinanza di quest'ultima alle abitazioni. Nel 2015, inoltre, nel tratto della linea adiacente a rue Belliard, nel XVIII arrondissement, si insediò abusivamente un campo rom, che negli anni successivi fu più volte smantellato dalle autorità. Nell'agosto 2016 i binari nel XV arrondissment furono impiegati per le riprese di una scena del film Le Petit Spirou di Nicolas Bary. Nel 2021 fu elettrificato il breve tratto finale della linea che corre in galleria artificiale al di sotto del parc Clichy-Batignolles – Martin-Luther-King, nel XVII arrondissement di Parigi, che dal dicembre dello stesso anno viene utilizzato per i convogli diretti al non lontano impianto di betonaggio Eqiom.

## Caratteristiche
| Unknown route-map component "tCONTg" |

| Unknown route-map component "etBHF" |

| Unknown route-map component "d" |  | Unknown route-map component "tvSTR-STR+l" | Unknown route-map component "extCONTfq" |

| Unknown route-map component "d" | Unknown route-map component "tvBHF-exBHF" |

| Unknown route-map component "d" | Unknown route-map component "etvSHI2g+l-" |

| Unknown route-map component "extCONTgq" | Unknown route-map component "tTBHFxt" | Unknown route-map component "extCONTfq" |

| Unknown route-map component "tCONTgq" | Unknown route-map component "tKRZt" | Unknown route-map component "tCONTfq" |

| Unknown route-map component "tBHF" |

| Unknown route-map component "tBHF" |

|  | Unknown route-map component "xtABZgl" | Unknown route-map component "tCONTfq" |

| Unknown route-map component "extBHFe" |

| Unknown route-map component "exhSTRa@f" + Unknown route-map component "exlBHF" |

| Unknown route-map component "exhLSTR" |

| Unknown route-map component "exhLSTR" + Unknown route-map component "exlBHF" |

| Transverse water + Unknown route-map component "exhLSTR" |

|  | Unknown route-map component "CONTgq" | Unknown route-map component "eABZq+r" + Unknown route-map component "PORTALl" | Unknown route-map component "xKRZt" + Unknown route-map component "exhLSTR" | Unknown route-map component "tBHFq" | Unknown route-map component "eABZq+l" + Unknown route-map component "PORTALr" | Unknown route-map component "CONTfq" |

|  | Unknown route-map component "exSTRl" | Unknown route-map component "exSTRuq" + Unknown route-map component "exLSTR" | Unknown route-map component "exABZq+r" + Unknown route-map component "exlDSTc2" | Unknown route-map component "exSTRr" + Unknown route-map component "exlDSTc3" |

|  |  | Unknown route-map component "exLSTR" | Unknown route-map component "exABZg+l~G" + Unknown route-map component "exlDSTc1" | + Unknown route-map component "exlDSTc4" |

|  | Unknown route-map component "exLSTR" + Unknown route-map component "exlBHF-L" | Unknown route-map component "exBHF-R" |

|  | Unknown route-map component "exLSTR" + Unknown route-map component "ex-STR+l" | Unknown route-map component "ex-STRr" |

|  |  |  | Unknown route-map component "exABZgLl" | Unknown route-map component "exLSTRq" + Unknown route-map component "exlBUEq" | Unknown route-map component "utKSTRa" + Unknown route-map component "exKSTReq" + Unknown route-map component "ulDST" |  |

|  | Unknown route-map component "utCONTgq" | Unknown route-map component "utBHFq" + Unknown route-map component "HUBaq" | Unknown route-map component "utSTRq" + Unknown route-map component "exSTR" + Unknown route-map component "HUB+r" | Unknown route-map component "utSTRq" | Unknown route-map component "utABZqr" | Unknown route-map component "utCONTfq" |

| Unknown route-map component "exBHF" + Unknown route-map component "HUBe" |

| Unknown route-map component "exTUNNEL1" |

|  | Unknown route-map component "exSTR" | Unknown route-map component "exLKDSTa" |

|  | Unknown route-map component "exABZg+Ll" | Unknown route-map component "exLKRWr" |

|  |  | Unknown route-map component "exABZgLl" | Unknown route-map component "exLSTRq" | Unknown route-map component "exLSTR+r" |

|  |  | Unknown route-map component "exBHF" + Unknown route-map component "HUBaq" | Unknown route-map component "HUB+r" | Unknown route-map component "exLSTR" |

|  | Unknown route-map component "CONTgq" | Transverse track | Unknown route-map component "xKRZu" | Unknown route-map component "eBHFq" + Unknown route-map component "HUBe" | Unknown route-map component "exLSTRl" + Transverse track | Unknown route-map component "CONTfq" |

| Unknown route-map component "exTUNNEL1" |

| Unknown route-map component "exBHF" |

| Unknown route-map component "extSTRa" |

| Unknown route-map component "CONTgq" | Station on transverse track | Unknown route-map component "xtKRZ" | Transverse track | Unknown route-map component "CONTfq" |

| Unknown route-map component "extBHFea" |

|  | Unknown route-map component "extSTR" + Unknown route-map component "exLSTRl" | Unknown route-map component "exLSTR+r" |

|  | Unknown route-map component "extSTRe@f" | Unknown route-map component "exLDST" |

|  | Unknown route-map component "exABZg+Ll" | Unknown route-map component "exLSTRr" |

| Unknown route-map component "extBHFa@f" |

|  | Unknown route-map component "extSTR" | Unknown route-map component "exKDSTa" |

|  | Unknown route-map component "extSTRe@f" | Unknown route-map component "exTUNNEL1" |

|  | Unknown route-map component "exLABZg+l" | Unknown route-map component "exLSTRr" |

|  | Unknown route-map component "exBHF" + Unknown route-map component "HUBaq" | Unknown route-map component "HUB+r" |

|  | Unknown route-map component "CONTgq" | Unknown route-map component "exLSTR+r" + Transverse track | Unknown route-map component "xKRZu" | Unknown route-map component "eBHFq" + Unknown route-map component "HUBe" | Unknown route-map component "exLSTR+l" + Transverse track | Unknown route-map component "CONTfq" |

|  | Unknown route-map component "exLSTRl" | Unknown route-map component "exLSTR" + Unknown route-map component "exLSTR+l" + Unknown route-map component "exLSTR+r" | Unknown route-map component "exLSTRq" | Unknown route-map component "exLSTRr" |

| Transverse water | Unknown route-map component "exhKRZWae" | Transverse water |

|  |  | Unknown route-map component "exABZgl" | Unknown route-map component "exSTRq" | Unknown route-map component "exSTR+r" |

|  |  | Unknown route-map component "exBHF" + Unknown route-map component "HUBa" |  | Unknown route-map component "exSTR" |

|  |  | Unknown route-map component "exABZg+l" + Unknown route-map component "HUB" | Unknown route-map component "exSTRq" | Unknown route-map component "exABZg+r" |

|  | Unknown route-map component "CONTgq" | Transverse track | Unknown route-map component "xKRZo" + Unknown route-map component "HUBlf" | Unknown route-map component "eBHFq" + Unknown route-map component "HUBeq" | Unknown route-map component "eABZql" | Unknown route-map component "CONTfq" |

| Unknown route-map component "exBHF" |

|  | Unknown route-map component "exSTR" + Unknown route-map component "exLSTRl" | Unknown route-map component "exLKRW+r" |

| Unknown route-map component "exLCONTgq" | Unknown route-map component "exLSTRq" | Unknown route-map component "exLSTRq" + Unknown route-map component "exSTRo" | Unknown route-map component "exLSTRq" + Unknown route-map component "exLKRWl" | Unknown route-map component "exLCONTfq" |

| Unknown route-map component "exBHF" |

| Unknown route-map component "exBHF" |

|  |  |  | Unknown route-map component "exABZgl" | Unknown route-map component "exSTRq" + Unknown route-map component "exlBUEq" | Unknown route-map component "utSTRq" + Unknown route-map component "exKSTReq" + Unknown route-map component "ulDST" | Unknown route-map component "utCONTf@Fq" |

| Unknown route-map component "exLKDSTa" | Unknown route-map component "exSTR" |  |

| Unknown route-map component "exLKRWl" | Unknown route-map component "exABZg+Lr" |  |

| Unknown route-map component "exBHF" |

| Unknown route-map component "extBHFa" |

| Unknown route-map component "extSTR" |

| Unknown route-map component "extBHFea" |

| Unknown route-map component "extSTRe@f" |

| Unknown route-map component "exLKRW+l" | Unknown route-map component "exABZgLr" |  |

| Unknown route-map component "exLSTR" | Unknown route-map component "exBHF" |  |

| Unknown route-map component "exLABZg+l" | Unknown route-map component "exABZg+Lr" |  |

| Unknown route-map component "exLDST" | Unknown route-map component "exSTR" |  |

| Unknown route-map component "exHBK(!)" | Unknown route-map component "exWBRÜCKE1" | Transverse water |

| Unknown route-map component "exLKDSTe" | Unknown route-map component "exSTR" |  |

| Unknown route-map component "exBHF" |

| Unknown route-map component "CONTgq" | Unknown route-map component "eBHFq" + Unknown route-map component "HUBa" | Unknown route-map component "exvSHI1+l-STR+ro" + Transverse track | Station on transverse track | Unknown route-map component "CONTfq" |

| Unknown route-map component "HUBl" | Unknown route-map component "exvBHF-STR" + Unknown route-map component "HUBeq" |  |

| Unknown route-map component "exvDST-STR" |

| Unknown route-map component "exvSTR-DST" |

| Unknown route-map component "exvÜSTxl" |

| Unknown route-map component "exvÜSTxr" |

| Unknown route-map component "exvSTR-DST" |

| Unknown route-map component "exSTR+l" | Unknown route-map component "exvSHI1l-STRro" |  |

| Unknown route-map component "exSTR" | Unknown route-map component "exABZgLl" | Unknown route-map component "exLSTR+r" |

| Unknown route-map component "exSTR" | Unknown route-map component "exBHF" | Unknown route-map component "exLSTR" |

|  | Unknown route-map component "CONTgq" | Unknown route-map component "eABZqr" | Unknown route-map component "xKRZu" | Unknown route-map component "exLSTRl" + Transverse track | Unknown route-map component "CONTfq" |  |

| Unknown route-map component "exBHF" |

| Unknown route-map component "exTUNNEL1" |

| Unknown route-map component "extBHFa" |

| Unknown route-map component "extkABZg3" |

| Unknown route-map component "CONTgq" | Unknown route-map component "extkSTRr+1" + Unknown route-map component "STR+r" | Unknown route-map component "extSTR" + Unknown route-map component "extkSTRc4" |  |  |

| Unknown route-map component "tSTRa" | Unknown route-map component "extSTRe" |  |

| Unknown route-map component "tSTR" | Unknown route-map component "exBHF" |  |

|  | Unknown route-map component "CONTgq" | Transverse track + Unknown route-map component "tSTR" | Unknown route-map component "eABZqr" | Transverse track | Unknown route-map component "CONTfq" |  |

| Unknown route-map component "tCONTf" |

### Infrastruttura

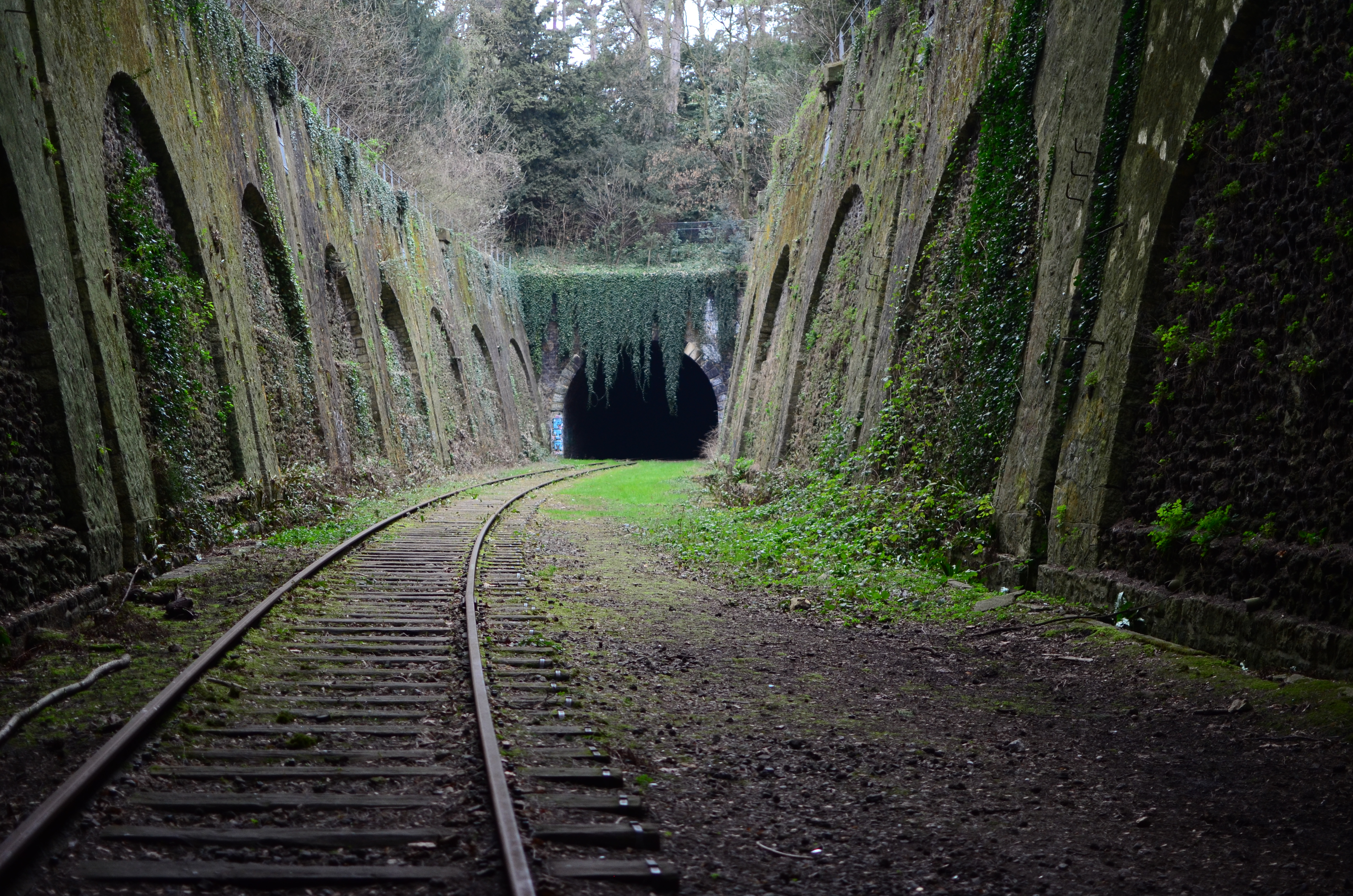
Tratto in trincea a cielo aperto all'interno del parc Montsouris, e portale orientale della galleria omonima

La Petite Ceinture, realizzata per il servizio ferroviario suburbano, era a doppio binario (attualmente è a binario unico sulla rive gauche nonché tra Avenue de Saint-Ouen e Avenue de Clichy) con scartamento ordinario; il tracciato nel suo complesso era di 32,49 km, per il 60% all'aperto (in trincea a cielo aperto, a livello della strada, su terrapieno o sopraelevato), mentre per il restante 40% interrato (in trincea coperta o galleria); 23 km sono attualmente in disuso, mentre sono ancora attive le tratte tra Avenue Henri-Martin e il raccordo di Épinettes (corrispondente alla linea RER C) e, a cavallo del XVIII e XIX arrondissement fra la gare du Nord e la gare de l'Est, per il solo trasporto merci saltuario. Nonostante le notevoli differenze di altitudine della città, la sede ferroviaria della Petite Ceinture era pressoché pianeggiante grazie all'alternanza di tratti interrati ad altri sopraelevati.

#### Stazioni viaggiatori
Delle ventinove stazioni destinate al traffico passeggeri, attualmente ne rimangono diciassette; in seguito alla chiusura della linea ai viaggiatori, molte di esse furono riconvertite per altri usi; per preservarne l'integrità, a partire dal 2008 il comune di Parigi ne ha acquistate e restaurate alcune.
Le stazioni sono riconducibili a tre tipologie architettoniche:
1. nei tratti in cui la sede ferroviaria è in trincea, il fabbricato viaggiatori è situato a livello della strada e può essere di modeste dimensioni (aree settentrionale ed orientale della città) oppure articolato su più piani (aree meridionale ed occidentale); per l'intensiva urbanizzazione della città nel XIX secolo, l'edificio è collocato direttamente al di sopra dei binari, da qui la sua denominazione "gare-pont" (in italiano: «stazione-ponte»), soluzione adottata in ben quattordici stazioni;[51]
2. nei tratti in cui la sede ferroviaria è sopraelevata, nei soli due casi delle stazioni Boulevard Masséna e Vaugirard-Ceinture, il fabbricato viaggiatori è posto parallelamente alla strada e ai binari, e si articola in tre piani dei quali quello inferiore sul livello stradale e quello sommitale a quello della ferrovia;
3. nelle restanti occorrenze, il fabbricato viaggiatori è posto direttamente a lato di una delle due banchine ed è privo di rilevanza architettonica.

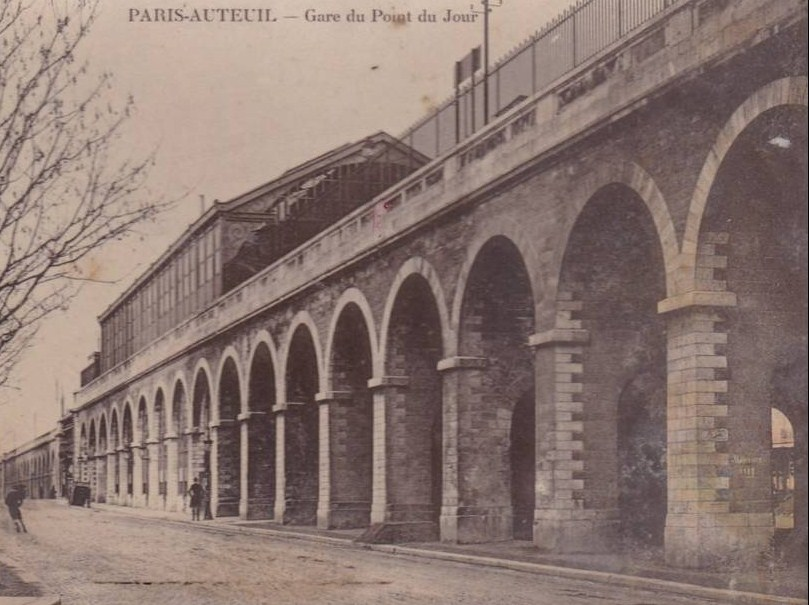
La scomparsa stazione sopraelevata Point-du-Jour in una fotografia storica

La sola stazione Point-du-Jour, aperta nel 1867, presentava una struttura del tutto peculiare: essa, infatti, sorgeva all'estremità occidentale del demolito ponte omonimo, e fu la prima stazione sopraelevata del trasporto ferroviario di Parigi; non presentava fabbricato viaggiatori, ma un'ampia copertura metallica al di sopra dei binari e delle banchine.
La distanza tra due stazioni era compresa tra i 200 e il 1720 m.

#### Scali merci

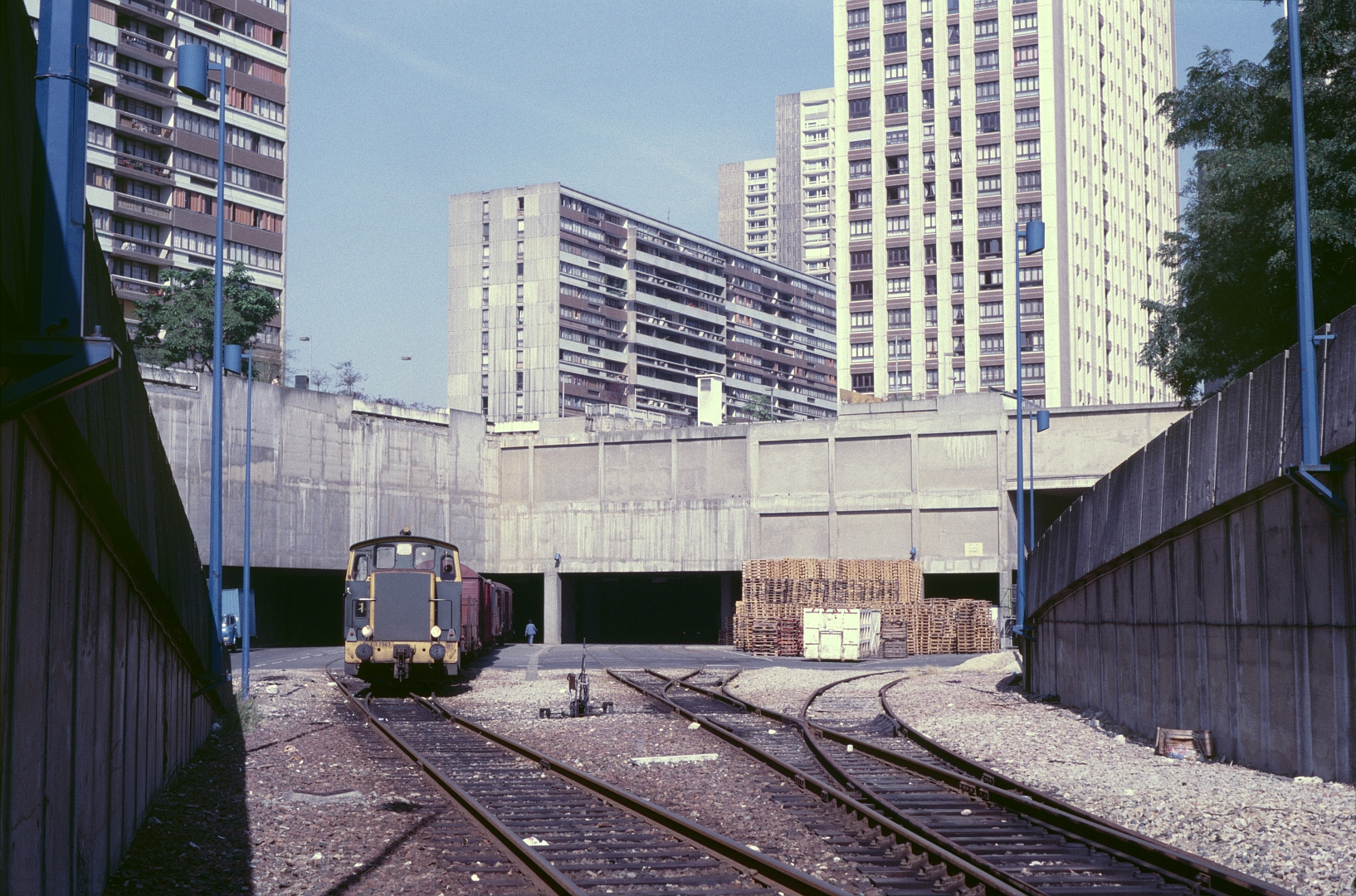
Lo scalo merci Paris-Gobelins ancora in uso in una fotografia del 1985

La linea disponeva di sei scali merci:
- Belleville-Villette, nel XVI arrondissement, inaugurato nel 1856 e aperto ai passeggeri soltanto nel 1862 ai quali fu chiuso nel 1934 insieme a tutta la linea; fu bombardato nel 1944;[55]
- Charonne-Marchandises, nel XX arrondissement, inaugurato nel 1855 e affiancato dall'omonima stazione per i passeggeri nel 1862; fu chiuso negli anni 1970;[56]
- Grenelle-Marchandises, nel XV arrondissement, aperto nel 1897 e chiuso nel 1976;[57]
- La Glacière-Gentilly, nel XIII arrondissement, aperto nel 1882 e chiuso nel 1993;[58]
- Paris-Gobelins, nel XIII arrondissement, aperto nel 1903 e chiuso nel 1991, unica stazione sotterranea dell'intera linea;[59]
- La Chapelle-Charbon, nel XVIII arrondissement, aperto nel 1855 e smantellato negli anni 1970.[60]

Ad essi si aggiungevano Paris-Bestiaux (XIX arrondissement) e Parig-Brancion (XV arrondissement), riservati esclusivamente al bestiame, e le stazioni di smistamento Aubervilliers (XIX arrondissement) e La Rapée-Bercy (XII arrondissement).

#### Ponti
Nel 1999, l'Atelier parisien d'urbanisme ha individuato 61 ponti lungo il tracciato della Petite Ceinture, così distinti:
- 36 cavalcavia ferroviari, nei quali la sede ferroviaria passa al di sopra di strade o corsi d'acqua;
- 22 cavalcavia stradali, nei quali la strada passa al di sopra della sede ferroviaria;
- 3 passerelle pedonali.

A loro volta, i primi sono metallici (o a trave scatolare con pilastri in laterizi, come i cinque ponti risalenti al 1863-1866 situati nel XV arrondissement, tra i quali il viadotto di Vaugirard, che sono mediamente a circa 10 m dalla sede stradale sottostante; o a travata, integralmente in metallo, quali i cinque del 1886-1889 nel XX arrondissement, generalmente posti a circa 5 m dal suolo) oppure in muratura (con una o due fornici ad arco, ad eccezione del cavalcavia su rue Ernest-Hemingway, sostituzione recenziore in calcestruzzo armato di un ponte metallico); i secondi, come anche le passerelle pedonali, sono a loro volta prevalentemente in muratura, con un'unica campata ad arco, e solo in rari casi in calcestruzzo armato o anche solo in parte metallici.

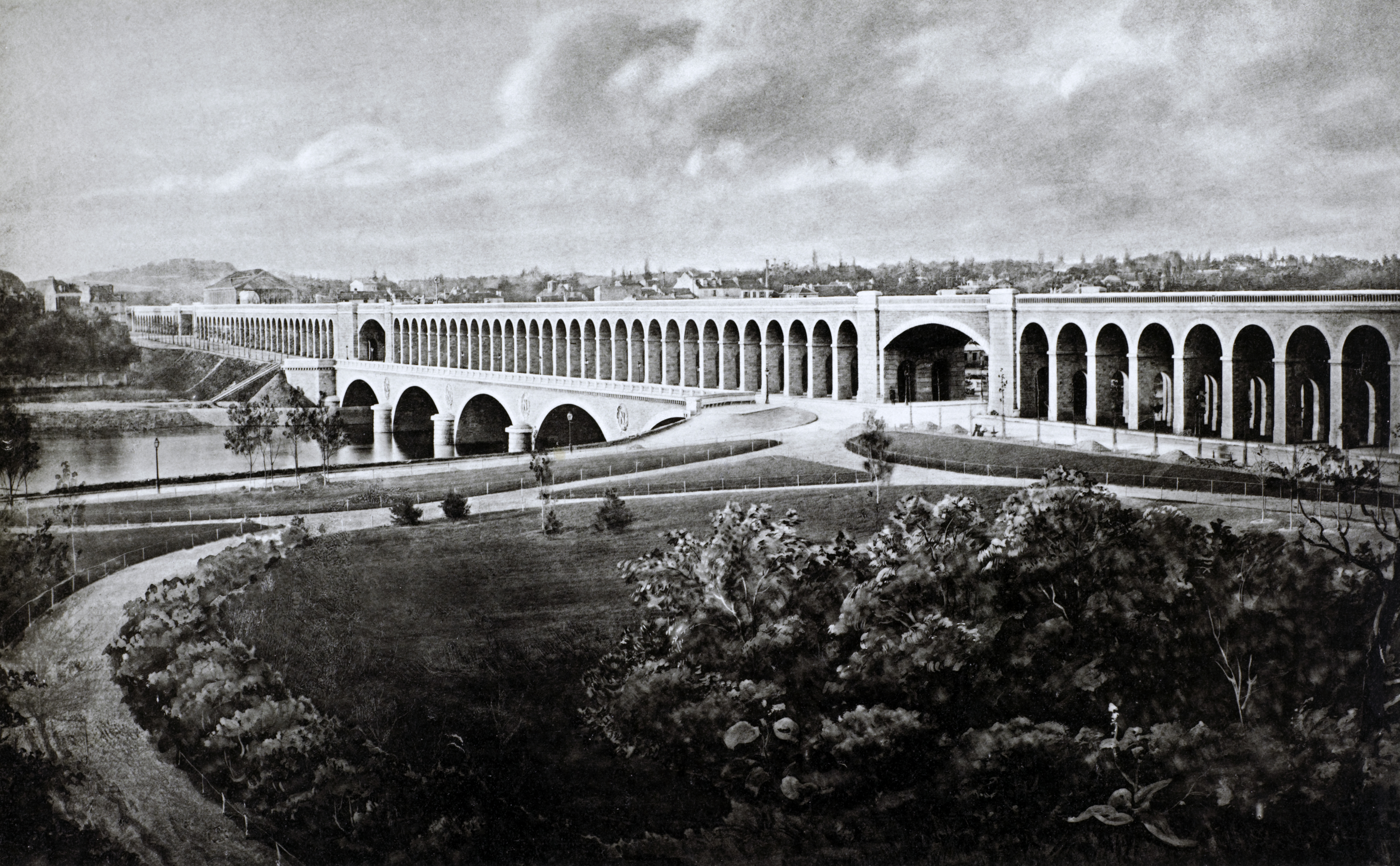
Lo scomparso viaduc d'Auteuil visto dalla rive gauche in una fotografia del 1883

Il viadotto più lungo era quello attraverso il quale la Petite Ceinture attraversava il quartiere Auteuil, nel XVI arrondissement, dalla porte d'Auteuil al quartiere Javel, nel XV arrondissement, al di là della Senna. Esso era in pietra, ed aveva una lunghezza di 1590,45 m; i binari erano sorretti da una lunga teoria di archi a tutto sesto poggianti su pilastri rettangolari, che si interrompeva solo in corrispondenza delle intersezioni con altre strade. La sezione più estesa, che costituiva una sopraelevata al centro di boulevard Exelmans, era denominata viaduc d'Auteuil; quella che superava la Senna pont du Point-du-Jour, ed era caratterizzata da un piano inferiore destinato al traffico inferiore (soluzione che verrà adottata nel 1904 per il pont de Bercy); sulla rive gauche, il viaduc de Javel scavalcava la ferrovia Invalides-Versailles-Rive-Gauche. L'infrastruttura fu demolita tra il 1958 e il 1960 e in parte sostituita dal pont du Garigliano.

### Percorso

#### Rive droite, dal XVII al XVI arrondissement

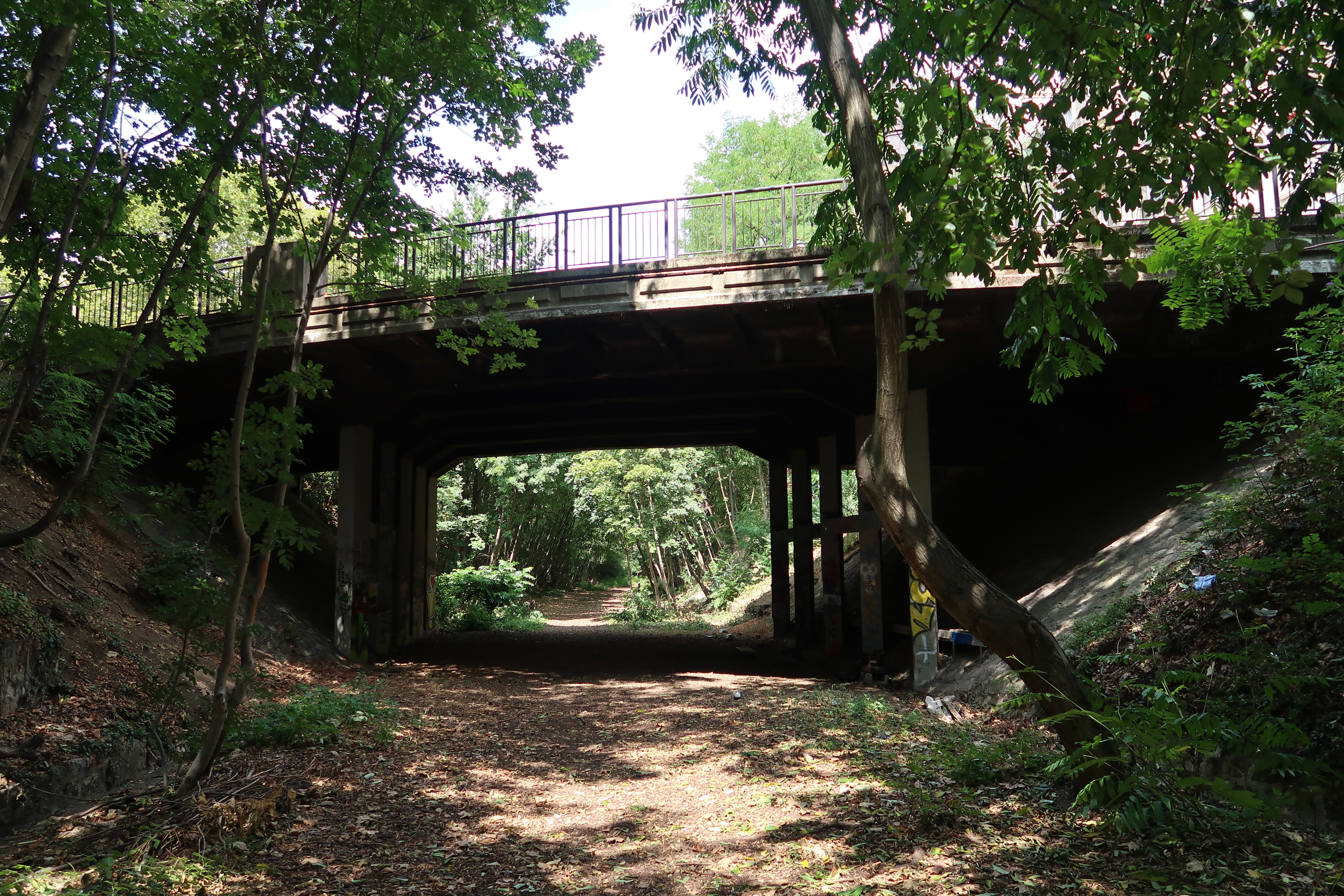
La sede ferroviaria riconvertita nel Sentier Nature nei pressi del ponte di rue Raffet, nel XVI arrondissement

La Petite Ceinture era una ferrovia a tracciato circolare; la stazione di partenza e di arrivo dei treni era quella di Courcelles-Ceinture, situata nel XVII arrondissement all'intersezione tra rue Verniquet e rue Alfred-Roll, dotata di numerosi binari adibiti a deposito; il quel tratto la ferrovia correva in trincea aperta, smantellata quasi integralmente negli anni 1950 e trasformata in parcheggi sotterranei per i nuovi edifici residenziali soprastanti, ad eccezione di due binari al di sotto di rue Philibert-Delorme, attualmente facente parte del più lungo tunnel Boulainvilliers VMI della linea RER C.
Proseguendo in senso antiorario in direzione sud-ovest secondo la progressiva chilometrica, all'incrocio tra boulevard Pereire e rue Alphonse-de-Neuville, la ferrovia intercettava la ferrovia d'Auteuil che proveniva dalla stazione di Pont-Cardinet (fino al 1922 da Paris-Saint-Lazare), e proseguiva in trincea con quattro binari al centro di boulevard Pereire, incontrando le stazioni Courcelles-Levallois (attualmente Pereire-Levallois) e Neuilly-Porte Maillot. Nel XVI arrondissement affiancava in trincea boulevard de l'Amiral-Bruix e boulevard Flandrin; lungo quest'ultimo si trovavano le stazioni Avenue du bois de Boulogne (attualmente Avenue Foch), e Avenue Henri-Martin, dopo la quale i due binari più esterni si dirigevano verso Champ-de-Mars secondo l'odierno tracciato della RER C.
La Petite Ceinture continuava a due binari in trincea lungo boulevard Emile-Augier e, dopo una breve galleria al di sotto di place de Passy, incontrava la stazione Passy-la-Muette. Il tratto che affianca i boulevards de Beauséjour e de Montmorency, disarmato, dal 2007 è adibito a parco lineare con la denominazione Sentier Nature. In prossimità della porte d'Auteuil vi era la stazione Auteuil-Boulogne, la quale era posta all'estremità nord-occidentale del lungo viadotto che conduceva la linea nel XV arrondissement e sul quale, prima dell'attraversamento della Senna, era posta la stazione sopraelevata Point-du-Jour.

#### Rive gauche

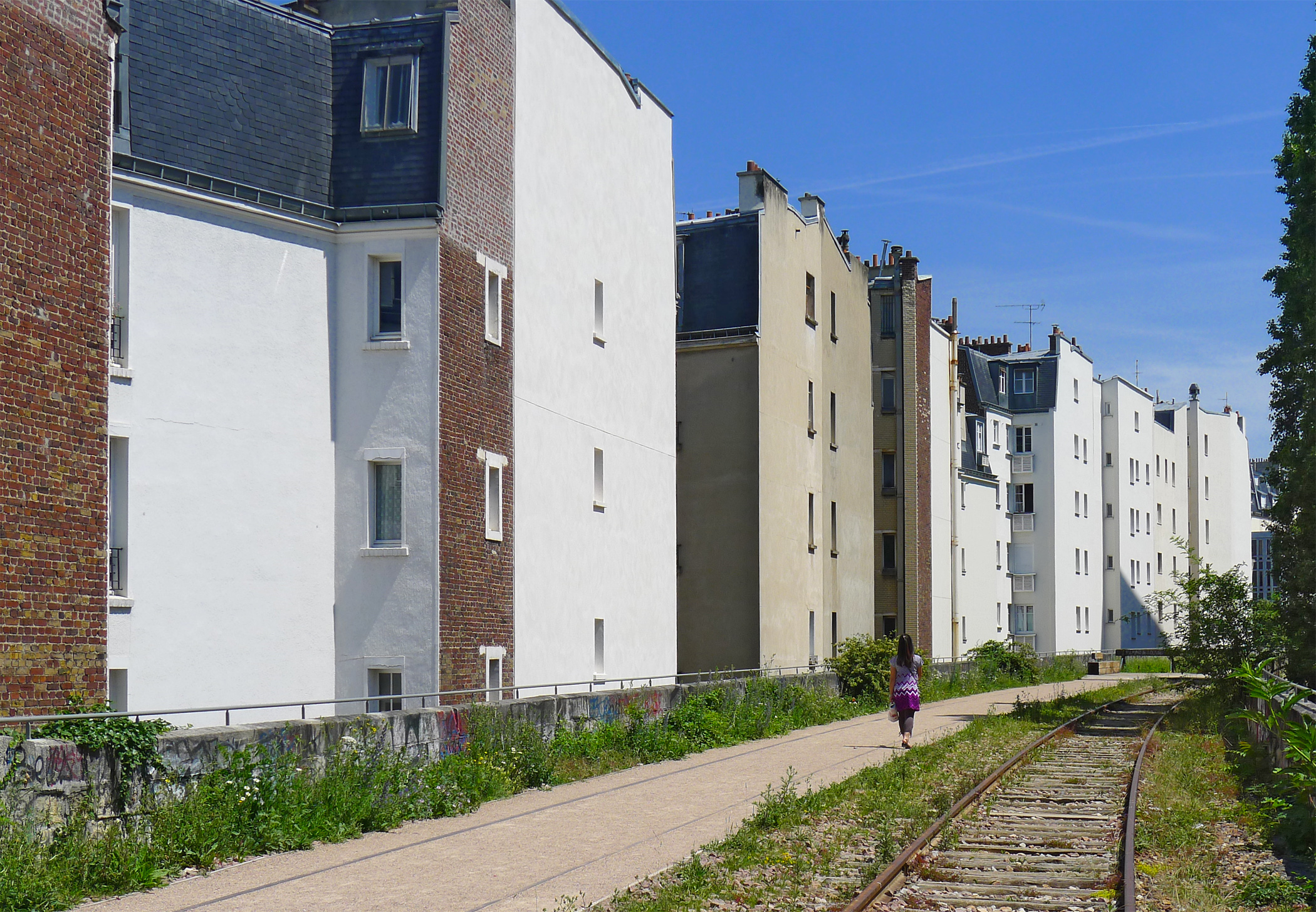
La Petite Ceinture nel XV arrondissement

Sulla rive gauche, la Petite Ceinture si raccordava alla ferrovia Invalides-Versailles-Rive-Gauche (attualmente servita dalla RER C) e si diramava verso nord in direzione dello scalo merci Grenelle-Marchandises, che si sviluppava in un'area triangolare delimitata dall'odierna rue du Professeur Florian Delbarre; la linea proseguiva poi in direzione sud-ovest con un tracciato su terrapieno attualmente in parte disarmato e adibito a parco lineare. La prima stazione passeggeri era Grenelle, in corrispondenza di place Balard, della quale rimane soltanto l'ingresso posto a livello strada. Dopo il ponte su rue Desnouettes, la ferrovia si diramava verso il deposito di Vaugirard della linea 12 della metropolitana; tale raccordo, che prima di entrare nelle officine attraversava a livello rue Desnouettes, dopo esser stato smantellato fu riconvertito in strada di accesso agli edifici residenziali circostanti. La stazione successiva era Vaugirard-Ceinture, della quale resta il fabbricato viaggiatori di ampie dimensioni, che a partire dal 1930 fino alla chiusura della ferrovia nel 1934, fu collegata alla stazione della linea 12 della metropolitana Porte de Versailles tramite un passaggio sotterraneo; segue un tunnel tra rue Olivier de Serres e rue de Dantzig.

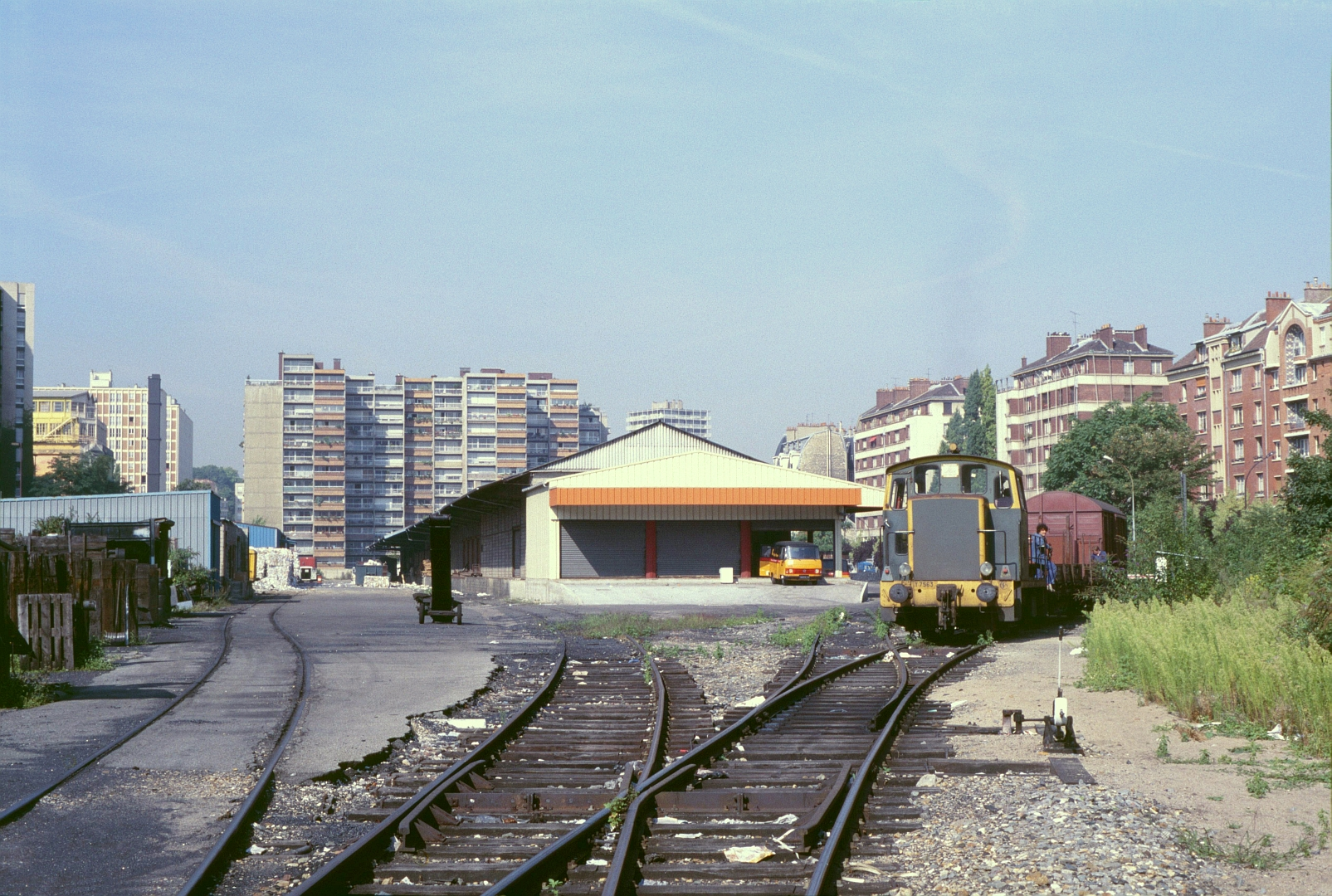
Lo scomparso scalo merci Glacière-Gentilly in una fotografia del 1985

Tornata all'aperto, la Petite Ceinture costeggia in trincea parc Georges-Brassens, lungo il quale presenta ancora la banchina della stazione a servizio del non più esistente mattatoio di Vaugirard (che sorgeva nell'area del parco) e si connetteva con la ferrovia Parigi-Brest tramite una diramazione che seguiva il tratto più meridionale di rue Castagnary, smantellata nel periodo interbellico; a servizio di ambo le linee vi era la stazione di Ouest-Ceinture (chiusa nel 1986). Il rettilineo in trincea tra rue Vercingétorix e rue Didot venne interrato nella seconda metà del XX secolo per la realizzazione delle soprastanti rue Paturle e rue des Arbustes. La ferrovia prosegue in trincea scoperta rettilinea fino a rue Friant e, dopo la galleria artificiale du Petit Montrouge, è posta la stazione di Montrouge-Ceinture, dove avenue du Général-Leclerc sovrappassa la Petite Ceinture. Attraverso una lunga galleria che termina nel parc Montsouris, la linea entra nel XIII arrondissement e, dopo una breve sezione in trincea parallela a rue Liard dove c'era la stazione Parc Montsouris, torna in galleria fino a rue des Longues Raies, che in gran parte costeggia a livello strada, in un tratto che nel 1989 venne riqualificato a parco lineare con il nome jardin de la Poterne-des-Peupliers; non esistono più le vestigia dello scalo merci Glacière-Gentilly, demolito definitivamente nel 2005, in luogo del quale nel 2015 fu aperto il jardin Charles Trenet.

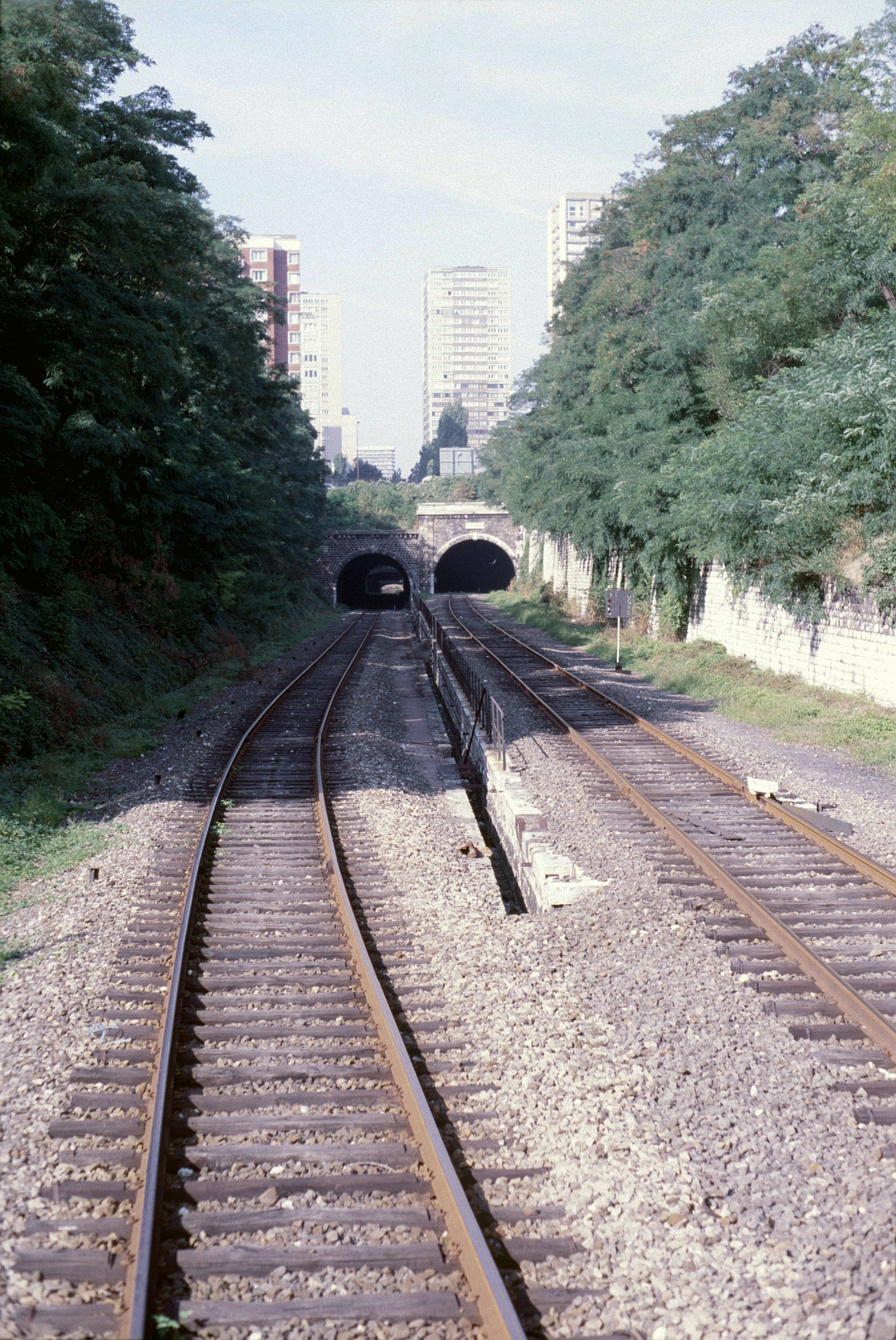
Il tunnel d'accesso allo scalo merci Paris-Gobelins (a destra) in una fotografia del 1985

Tra rue Damesme e rue du Moulin de la Pointe la ferrovia è in abbandono; segue il jardin du Moulin-de-la-Pointe, aperto nel 1992 e ampliato nel 2003. La sede ferroviaria in trincea e in galleria tra avenue d'Italie (a ridosso della quale era la stazione Maison Blanche, della quale rimane una banchina) e il ponte su rue de Patay, dal 2020 è occupata dal cantiere della nuova stazione Maison-Blanche-Paris XIIIe del prolungamento verso l'aeroposto di Orly della linea 14 della metropolitana; L'imbocco orientale della galleria d'Ivry è affiancato da quello della diramazione per l'ex scalo merci Paris-Gobelins; originariamente a 13 binari, fu ridotto a 5 nell'ambito di una più ampia ristrutturazione dell'area operata tra il 1970 e il 1977, con la realizzazione di un centro intermodale sotterraneo su due livelli, che pur presentando ancora i binari, è attualmente adibito a parcheggio privato.
Fino alla Senna, la Petite Ceinture affianca a livello strada i boulevards Masséna (al termine del quale vi è la stazione omonima, in origine denominata Orléans-Ceinture, poi Masséna, e attiva fino al 2001 a servizio della RER C lungo l'adiacente ferrovia Parigi-Bordeaux) e du Géneral d'Armée Jean Simon; lungo quest'ultimo, la ferrovia venne smantellata negli anni 1990 insieme al doppio raccordo con la Parigi-Bordeaux, e in suo luogo realizzati i blocchi M5 e M6 del complesso Paris Rive Gauche, ai piani inferiori dei quali sono stati previsti dei tunnel per un eventuale passaggio futuro della linea.

#### Rive droite, dal XII al XVII arrondissement
L'attraversamento meridionale della Senna avviene lungo pont National, al di sopra del quale la Petite Ceinture è nuovamente a doppio binario, parallelamente alla sede stradale e alla linea tranviaria T3a. All'ingresso nel XII arrondissement, vi è il raccordo con la ferrovia Parigi-Marsiglia; in quest'area sorgeva la stazione La Rapée-Bercy, collegata con Bercy-Ceinture della Parigi-Marsiglia, chiusa definitivamente nel 1950, di cui resta il fabbricato viaggiatori con accesso da rue de Charenton. La linea prosegue all'aperto passando tra i palazzi, e incontra la stazione Rue Claude-Decaen (della quale restano soltanto le banchine), il raccordo con la scomparsa ferrovia di Vincennes, ora coulée verte René-Dumont (riconvertita nel 2008 in square Charles Péguy), e la stazione Bel-Air-Ceinture (anch'essa ormai priva del fabbricato viaggiatori).

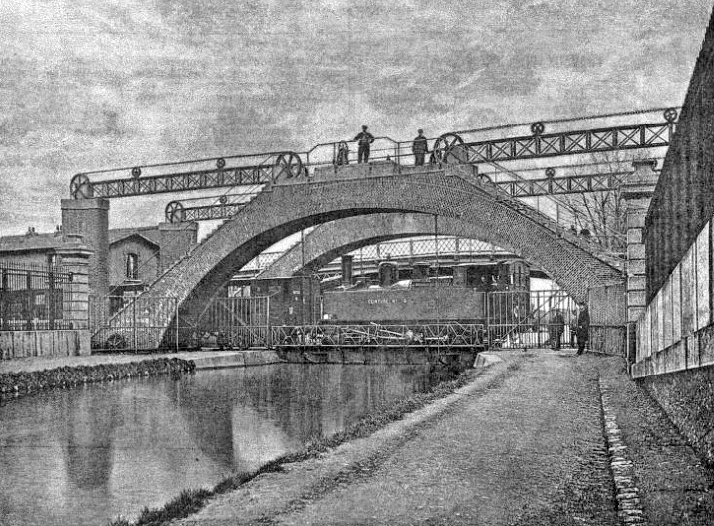
Il ponte levatoio sul canale dell'Ourcq di accesso a Paris-Abattoirs, in una fotografia pubblicata nel 1885

A ridosso del viadotto su cours de Vincennes, realizzato nel 1887-1889 in sostituzione di un pericoloso passaggio a livello, all'ingresso della Petite Ceinture nel XX arrondissement vi è la stazione Avenue de Vincennes, il cui fabbricato viaggiatori (attualmente in parte demolito) si trovava in posizione atipica, al di sotto dei binari. Poco oltre, a est una ripida rampa collegava la linea al deposito di Charonne della linea 2 della metropolitana, mentre ad ovest, nell'area dell'odierno jardin de la Gare-de-Charonne, vi era lo scalo merci Charonne-Marchandises, il cui accesso avveniva da nord tramite un ponte su rue d'Avron (nei pressi della stazione omonima) parallelo a quello della linea principale. Fino a rue Vitruve la ferrovia corre su terrapieno, poi nei pressi della stazione Charonne prosegue in trincea aperta, per poi entrare nella galleria di Charonne che, con i suoi 1301 m, è la più lunga della Petite Ceinture; essa è in realtà l'unione successiva di due tunnel distinti, quello di Charonne propriamente detto (di 1018 m) e quello di Sorbier (139 m) mediante la copertura del tratto in trincea scoperta posto frammezzo. La linea torna brevemente all'aperto dopo rue de Ménilmontant, in corrispondenza della stazione omonima, in un'area aperta al pubblico; segue la galleria di Belleville, lunga 1124 m, che termina nel parc des Buttes-Chaumont; quindi vi era la stazione Belleville-Villette, la prima nel XIX arrondissement, posta al centro dello svincolo per gli scali merci Paris-Bestiaux e Paris-Abattoirs. La diramazione, del tutto smantellata, è stata sostituita dalle allées Darius-Milhaud e Arthur-Honegger, e lo scalo di merci Paris-Bestiaux si trovava nell'area meridionale dell'odierno parc de la Villette ove sorgono la Cité de la musique e la Philharmonie de Paris, preceduta da un passaggio a livello su avenue Jean Jaurès che, a causa della lunghezza e della frequenza dei treni che vi transitavano, era fonte di rallentamento per il traffico stradale; la ferrovia, poi, sorpassava il canale dell'Ourcq tramite un ponte levatoio e giungeva allo scalo di testa Paris-Abattoirs; l'infrastruttura era a servizio del grande mattatoio (a nord del canale) e mercato del bestiame (a sud del canale) de La Villette, costruito tra il 1859 e il 1867.

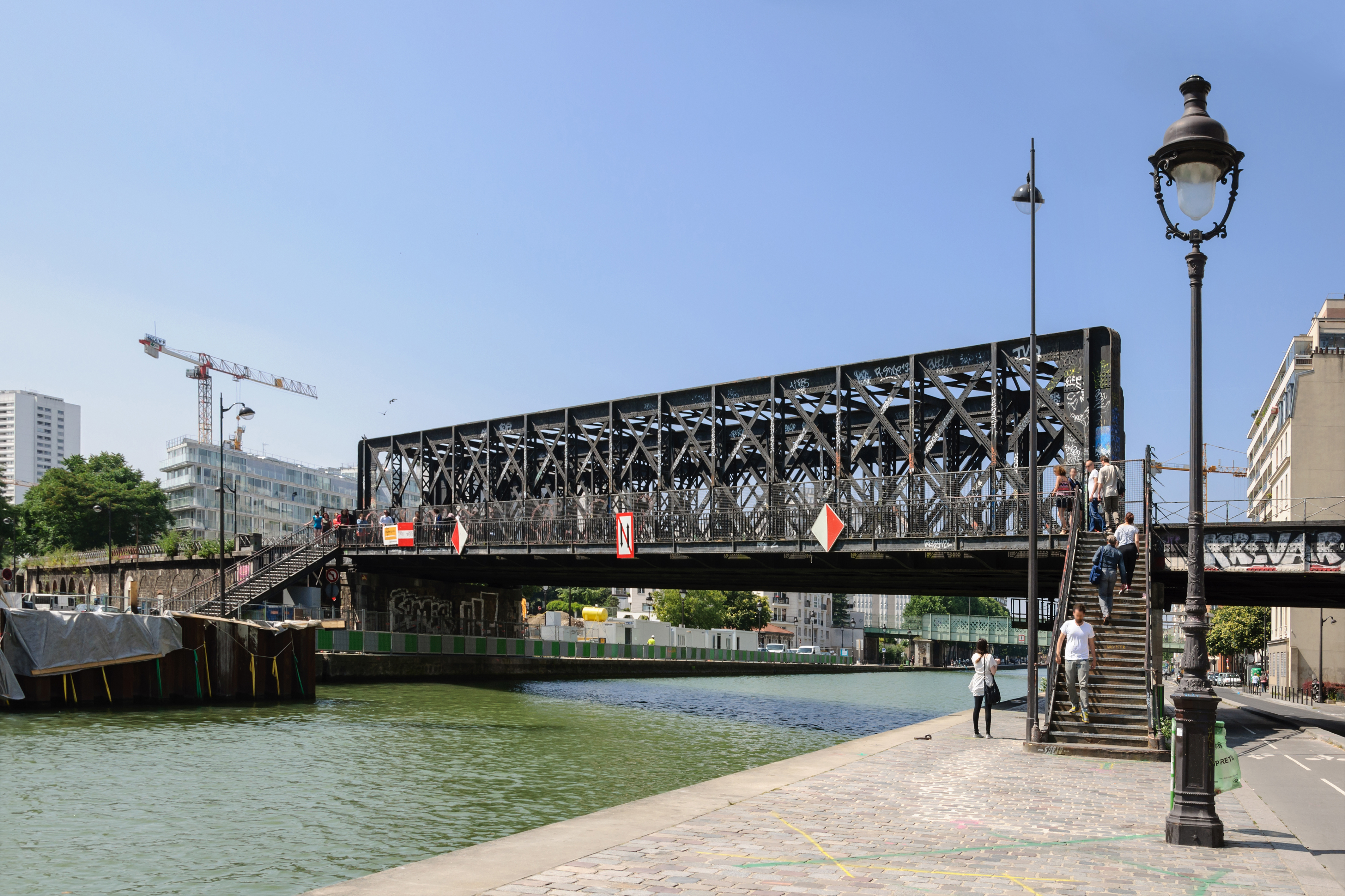
La passerelle des Ardennes sul bassin de la Villette

Tra avenue Jean Jaurès e rue de Thionville, il tracciato è adibito dal 2020 a parco lineare. La ferrovia, che corre su terrapieno, scavalca l'estremità nord-orientale del bassin de la Villette tramite la metallica passerelle des Ardennes (anche detta "pont Craqueur" per i suoi scricchiolii al passaggio dei treni), attualmente aperta ai pedoni ai quali è destinato un percorso sul lato est. Dopo il viaduc de l'Argonne che termina con il sovrappasso su avenue de Flandre, vi è la stazione Pont de Flandre, il cui fabbricato viaggiatori nel 2017 divenne un locale jazz senza però che la sua struttura venisse alterata. L'ultimo tratto fino alle ferrovie Parigi-Mulhouse e Parigi-Strasburgo (superate dalla Petite Ceinture mediante un sottopassaggio) risulta disarmato; nell'ambito della realizzazione del pedonale parvis Rosa-Parks a servizio dell'omonima stazione ferroviaria aperta nel 2015, i binari della Petite Ceinture sono stati preservati e incastonati nella pavimentazione, sebbene resi inutilizzabili; nella medesima area sorgeva la stazione Est-Ceinture, articolata su due livelli ed inizialmente esclusivamente destinata all'interscambio tra le tre linee, senza vie di accesso dall'esterno fino al 1878. Immediatamente ad ovest del piazzale, è visibile in stato di abbandono parte del fascio di binari della stazione di smistamento Aubervilliers (della quale resta la cabina di controllo, unico esempio di art déco lungo l'intera Petite Ceinture) e del deposito locomotive de l'Évangile, che terminava con lo scalo merci La Chapelle-Charbon, nel XVIII arrondissement; esso è integrato nel raccordo che, passando trasversalmente su boulevard Ney e avenue de la Porte de la Chapelle, nonché al di sotto del boulevard périphérique, si innesta nella ferrovia Parigi-Lilla nel territorio comunale di Saint-Denis.

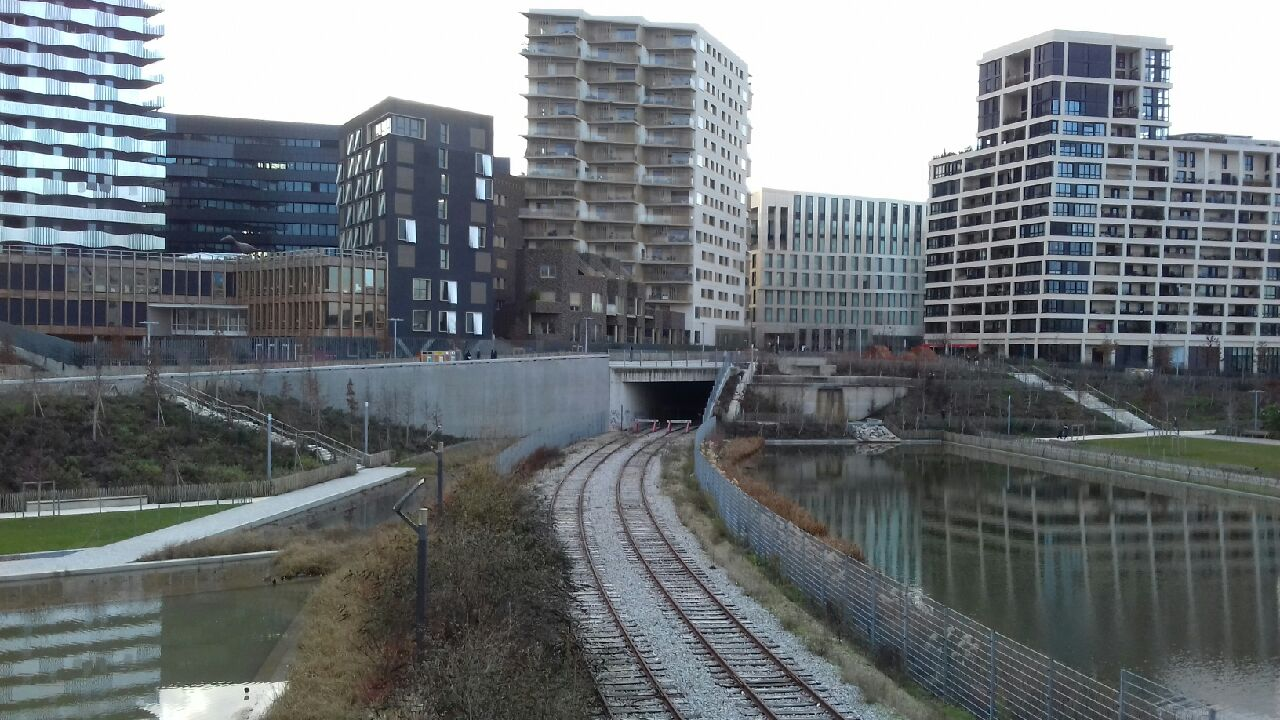
Il raccordo verso i binari in uscita da Paris-Saint-Lazare

La linea principale, invece, dopo una galleria artificiale sotto la porte de la Chapelle e il complesso Chapelle International (laddove sorgeva la stazione La Chapelle-Saint-Denis), prosegue in trincea aperta parallelamente a boulevard Ney e alla linea tranviaria T3b fino all'incrocio con boulevard Ornano, ove sorge l'omonima stazione tuttora conservatasi quasi integralmente; lungo rue Belliard, la sede ferroviaria è stata in parte riconvertita in giardino comunitario con il nome "Jardins du Ruisseau". Seguono la galleria artificiale di Saint-Ouen (lunga 513  m), al di sotto delle promenades Dora Bruder e Claude Estier, la stazione Avenue de Saint-Ouen in trincea, caratterizzata dal colonnato in ghisa che copre la banchina settentrionale e al contempo sorregge il soprastante marciapiede di rue Liebniz, la galleria che si biforca verso nord in direzione del porto fluviale di Saint-Ouen-sur-Seine con il nome di raccordo di Épinettes, inizialmente sotto rue Jacques Kellner, mentre la Petite Ceinture torna all'aperto parallelamente a rue Ernest Roche, proseguendo a binario unico su terrapieno nell'area della stazione Avenue de Clichy (originariamente Batignolles-Clichy), della quale non rimane nulla. A partire dal raccordo di Épinettes, la ferrovia è affiancata dal tracciato sotterraneo della RER C, alla quale non si ricongiunge: dal 1988, infatti, il tracciato non è più circolare dal momento che, tramite lo svincolo di Batignolles (che nel tratto terminale, in galleria artificiale, è a doppio binario ed elettrificato) nei pressi del demolito deposito locomotive di Batignolles si ricongiunge ai binari in uscita da Paris-Saint-Lazare della linea Parigi-Le Havre.

## Traffico

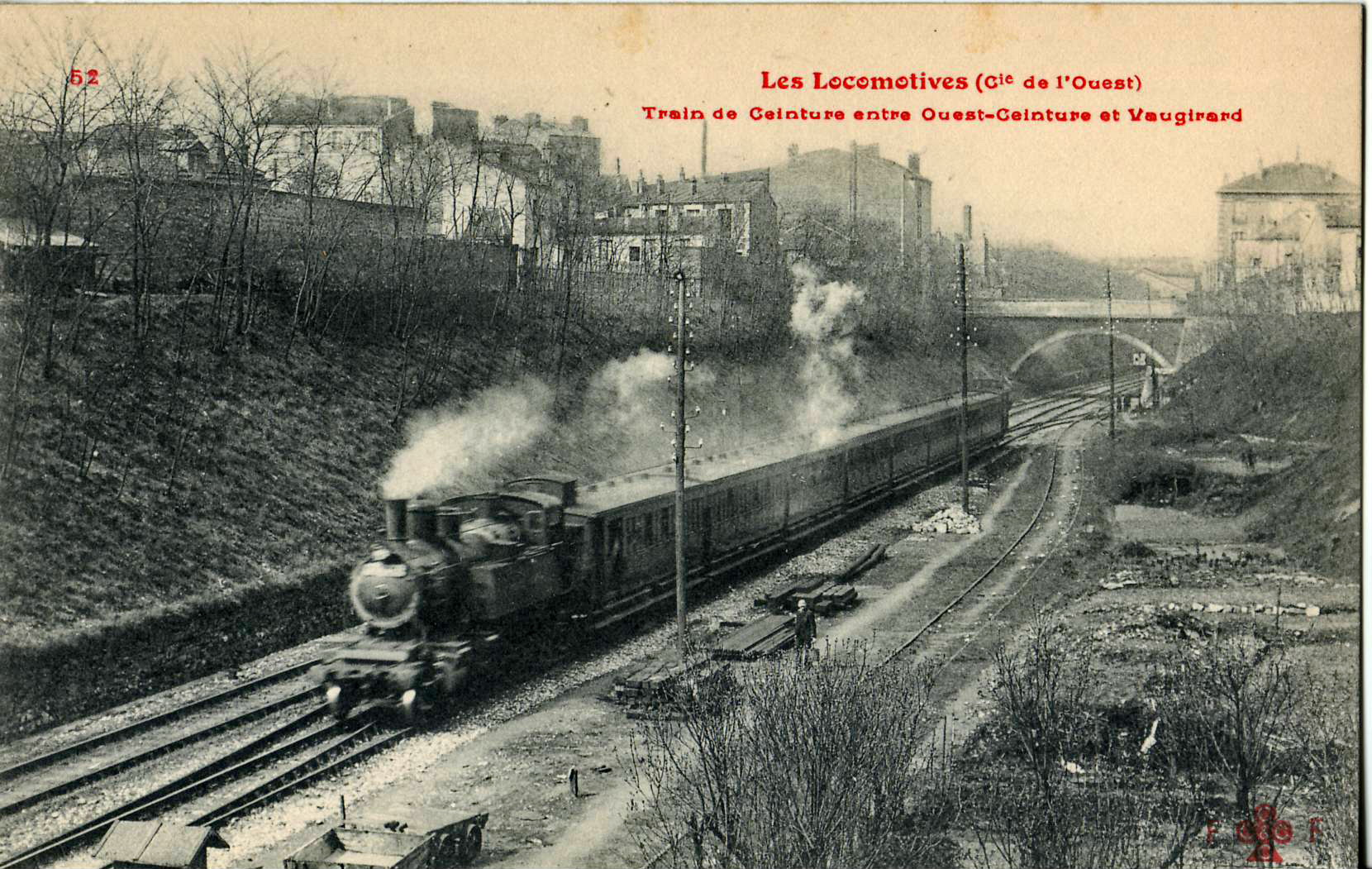
Treno passeggeri tra Vaugirard-Ceinture e Ouest-Ceinture in una fotografia antecedente al 1914

Nel 1855 la Petite Ceinture trasportò nella rive gauche 780000 t di merci, di cui 760000 in transito tra le principali reti collegate dalla ferrovia circolare. Il traffico passeggeri iniziò il 14 luglio 1862 tra Batignolles-Clichy e La Rapée-Bercy, per estendersi poi gradualmente a tutta la linea. Passò dai 5 milioni di viaggiatori del 1878 ai 39 milioni del 1900, anno record per l'esposizione universale. Dopo tale data, il traffico passeggeri diminuì a causa della progressiva apertura della metropolitana da parte della Compagnie du chemin de fer métropolitain de Paris e della Société du chemin de fer électrique North-Sud de Paris, ricevendo nuovo incremento in occasione dell'esposizione coloniale del 1931, servita dalla stazione Rue Claude-Decaen.
Nel 1903 il tempo di percorrenza dell'intera linea era di circa 70 minuti (dei quali tra i 53 e i 58 di marcia), con una frequenza media nell'ora di punta di un treno ogni 7:30 minuti.
Le tabelle seguenti raccolgono i dati sul numero di passeggeri annui, desunto dai rapporti sull'attività sindacale dal 1864 al 1913, nonché da quelli forniti all'Union internationale des chemins de fer dal 1921 al 1934; le cifre sono leggermente diverse da quelle elaborate dal Centre des archives du monde du travail di Roubaix:
| 1864   | 1865    | 1866    | 1867    | 1868    | 1869    | 1870    | 1871    | 1872    | 1873    |
| 773930 | 1241919 | 1648992 | 2960291 | 2810202 | 3580508 | 4334393 | 2924157 | 3700483 | 3646843 |

| 1874    | 1875    | 1876    | 1877    | 1878    | 1879    | 1880    | 1881    | 1882    | 1883     |
| 3235859 | 4303324 | 4252255 | 4308893 | 5607008 | 4675644 | 5276583 | 6272831 | 7271625 | 12652556 |

| 1884     | 1885     | 1886     | 1887     | 1888     | 1889     | 1890     | 1891     | 1892     | 1893     |
| 16636109 | 17896714 | 17569406 | 17336201 | 18060613 | 19555876 | 17307077 | 19802664 | 20575967 | 22046397 |

| 1894     | 1895     | 1896     | 1897     | 1898     | 1899     | 1900     | 1901     | 1902     | 1903     |
| 24084997 | 25970113 | 26777621 | 27511916 | 28478130 | 30178535 | 38993520 | 31412592 | 33100046 | 31623573 |

| 1904     | 1905     | 1906     | 1907     | 1908     | 1909     | 1910     | 1911     | 1912     | 1913     |
| 30897369 | 30230925 | 29338500 | 27939832 | 24477461 | 23014248 | 24283583 | 16975060 | 15517925 | 14492005 |

| 1914                 | 1915                 | 1916                 | 1917                 | 1918                 | 1919                 | 1920                 | 1921    | 1922    | 1923     | 1924    | 1925    |
| dato non disponibile | dato non disponibile | dato non disponibile | dato non disponibile | dato non disponibile | dato non disponibile | dato non disponibile | 9745862 | 9846848 | 10045360 | 8977350 | 8723219 |

| 1926    | 1927    | 1928    | 1929    | 1930    | 1931     | 1932    | 1933    | 1934    |
| 8285431 | 7191186 | 7256392 | 7490124 | 8524234 | 10836058 | 7895774 | 7631884 | 3776173 |

## Accesso pedonale
L'accesso pedonale alla sede ferroviaria venne strettamente interdetto nell'intera Francia dal decreto 730 del 22 marzo 1942, modificato dal decreto 69-601 del 10 giugno 1969; tuttavia diversi tratti sono stati progressivamente trasformati in passeggiata e aperti al pubblico. La cura della sede ferroviaria, consistente prevalentemente nell'assicurazione della percorribilità dei binari, nella manutenzione della vegetazione e nella rimozione di rifiuti, è dal 2006 affidata a cinque associazioni:
- Espaces negli arrondissement XIV e XV;
- Études et Chantiers nel XIII arrondissement;
- Halage nel XVII arrondissement;
- Interface Formation negli arrondissement XII, XIX e XX;
- Crysalis Formation nel XVIII arrondissement.

Le sezioni attualmente pedonalizzate sono le seguenti:
- nel dicembre 2007 tra le stazioni di Passy-la-Mouette e Auteuil, nel XVI arrondissement, parallelamente ai boulevards de Beauséjour e de Montmorency;[79]
- nell'agosto-settembre 2013 tra place Balard e rue Olivier de Serres, nel XV arrondissement;[145]
- nel gennaio 2016[146] tra jardin Charles-Trenet e jardin du Moulin-de-la-Pointe, nel XIII arrondissement;[147]
- nel novembre 2018 tra rue des Couronnes e rue de Ménilmontant, nel XX arrondissement;[148]
- nel luglio 2019 tra rue Didot e avenue du Général-Leclerc, nel XIV arrondissement;[149]
- nel mese successivo tra rue Rottembourg e rue de Montempoivre, nel XII arrondissement;[150]
- nel marzo 2020 tra rue de Thionville e rue de l'Ourcq, nel XIX arrondissement;[151]
- nel luglio dello stesso anno tra avenue de Flandre e rue Curial, nel medesimo arrondissement.[152]